# شمس‌الله شریعت‌نژاد
شمس‌الله شریعت‌نژاد نمایندهٔ دورهٔ نهم و دهم مجلس شورای اسلامی از حوزه انتخابیه تنکابن، رامسر و عباس‌آباد در استان مازندران بود.